# Austin S. Miller

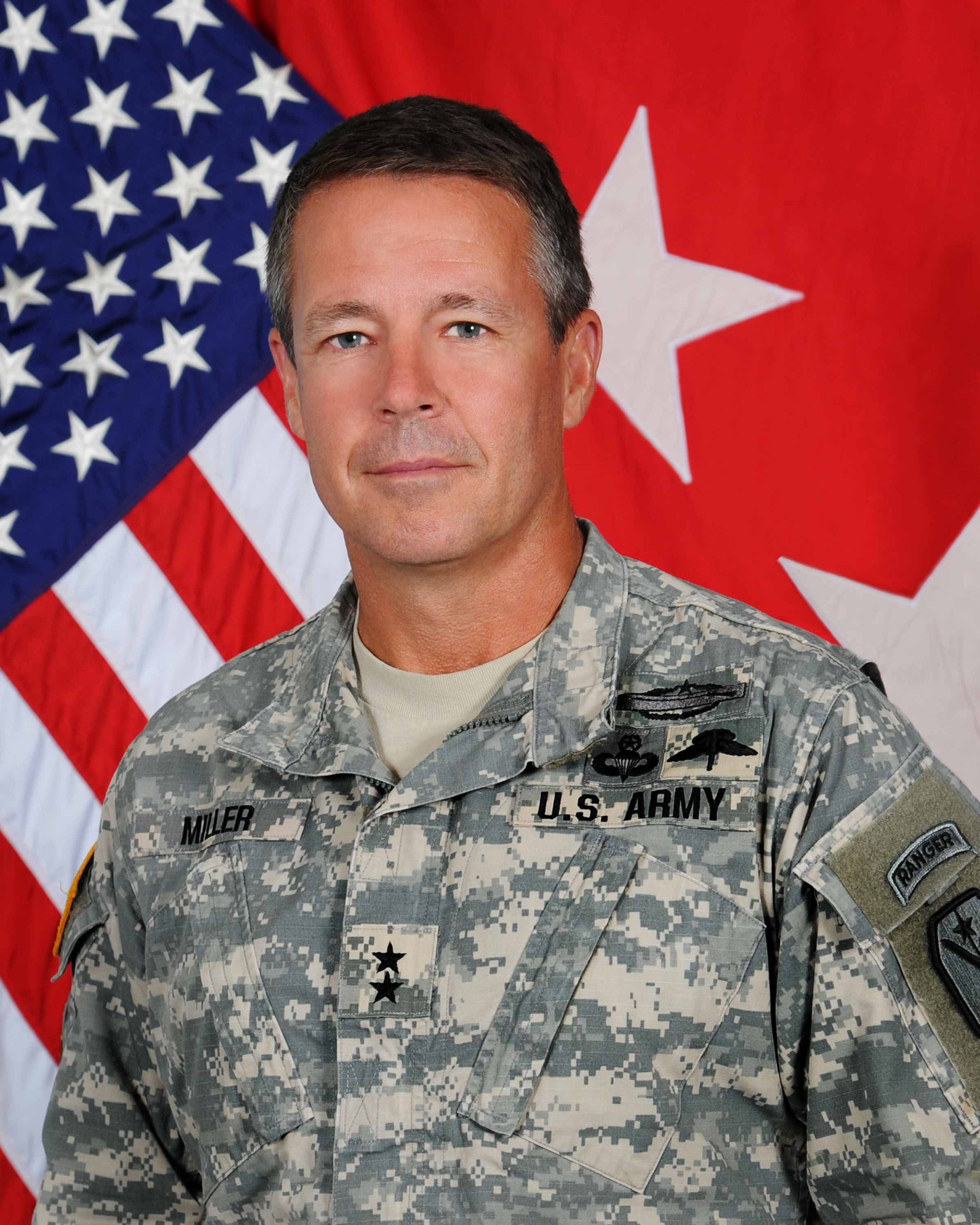
Austin "Scott" Miller (hier als Generalmajor, 2014)

Austin „Scott“ Miller (* 15. Mai 1961 in Honolulu, Hawaii, USA) war ein General der United States Army (USA) und seit September 2018 Befehlshaber der Mission Resolute Support (vormals International Security Assistance Force, ISAF). Zuvor hatte er seit 2016 das United States Joint Special Operations Command (JSOC) kommandiert.

## Leben
Austin S. Miller wurde 1983 Student an der United States Military Academy und diente nach seinem Abschluss in verschiedenen Einheiten. Er kommandierte 1993 als Hauptmann eine Einheit der Delta Force und nahm an der Schlacht von Mogadischu teil. Er war an den US-Interventionen in Afghanistan und im Irak beteiligt und soll während einer besonders schwierigen Phase der US-Besatzung im Irak die Einsätze von Spezialeinsätzen befehligt haben. Er kommandierte von 2013 bis 2014 die Einsätze von US-Spezialeinheiten in Afghanistan. Mit dem Rücktritt von General Raymond Thomas III 2016 wurde Miller zum wahrscheinlichsten Kandidaten für dessen Nachfolge als JSOC-Kommandeur. Miller übernahm im September 2018 das Kommando über die Mission Resolute Support in Afghanistan von John W. Nicholson Jr.
Miller wurde am 18. Oktober 2018 beim Angriff eines, zuvor als Wachsoldat eingeschleusten, Taliban-Attentäters auf eine Gruppe von Repräsentanten am Sitz des Gouverneurs von Kandahar knapp verfehlt. Der afghanische Polizeichef Abdul Raziq Achakzai wurde bei dem Angriff getötet, der Gouverneur von Kandahar und US General Jeffrey Smiley wurden verwundet. Der Attentäter wurde von einem US-Soldaten erschossen. Da sie weitere Angriffe befürchteten, setzten sich die Amerikaner mit ihrem Konvoi aus dem Anwesen ab, wobei sie ein Tor durchbrachen und bei einem weiteren Schusswechsel einen afghanischen Wachsoldaten töteten.
Er trat am 8. Dezember 2021 in den Ruhestand.